# VW Lupo
| Sterne im Euro-NCAP-Crashtest (2000): |

Der Lupo gehörte zur ersten europäischen Kleinstwagenmodellreihe des VW-Konzerns und wurde im Herbst 1998 eingeführt. Bereits im Frühjahr 1997 hatte Seat den nahezu baugleichen Arosa auf den Markt gebracht. Eine ab 1999 verfügbare Diesel-Version des Lupo wurde hinsichtlich des Verbrauchs von lediglich 2,99 Liter Kraftstoff auf 100 km als Drei-Liter-Auto beworben.
Das Fahrzeug war nur dreitürig erhältlich und verfügt wahlweise über vier oder fünf Sitzplätze. Es hatte einen recht kleinen Kofferraum, der sich aber durch Umlegen der Rückbank erheblich vergrößern ließ.

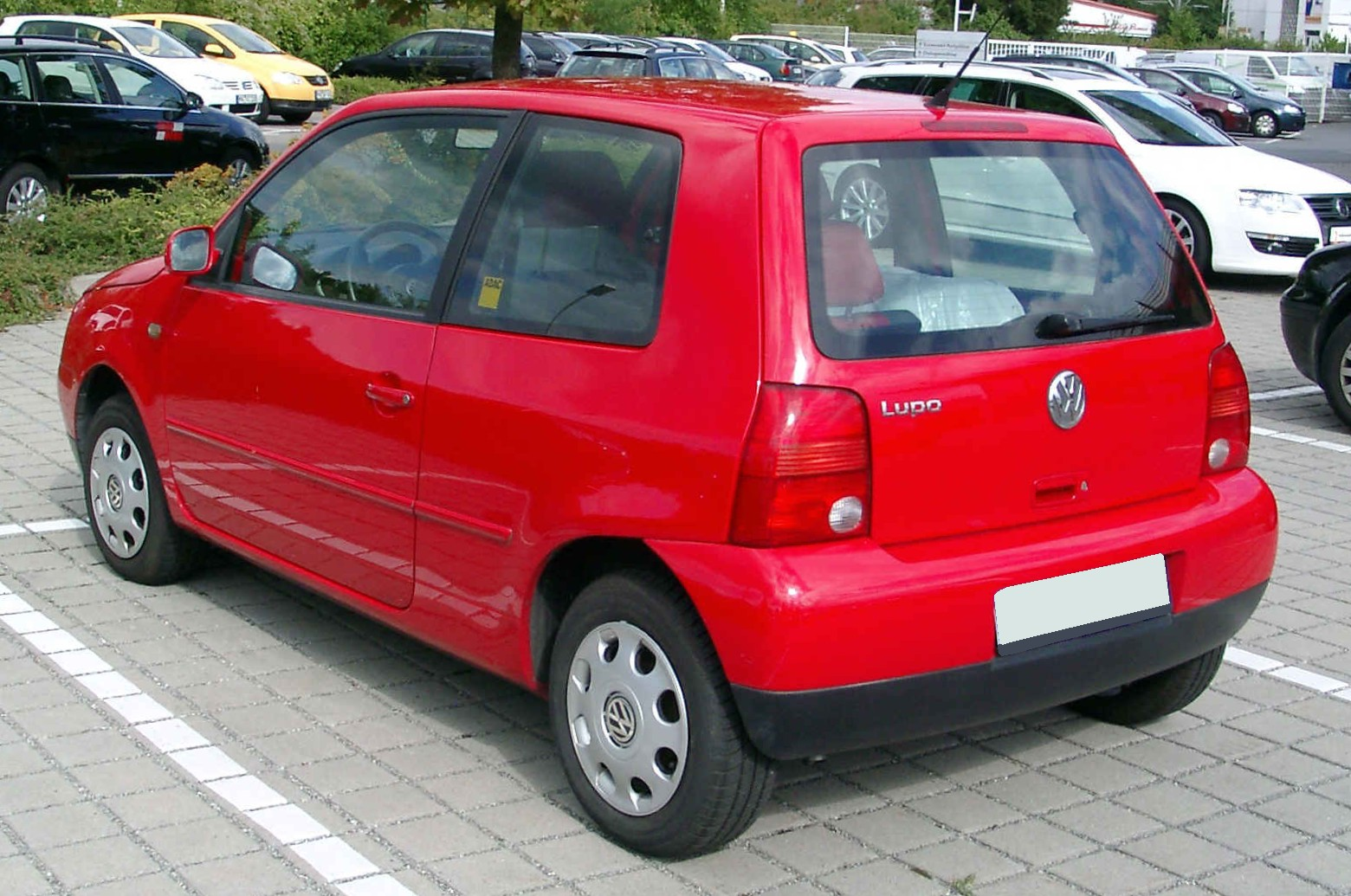
Heckansicht

Der Lupo wurde bis Mitte 2001 in Wolfsburg gebaut. Anschließend wurde die Produktion (mit Ausnahme des 3L-Lupos) in das VW-Werk Brüssel verlagert.
Es wurden insgesamt fast 490.000 Fahrzeuge dieses Typs produziert. Die Verkaufszahlen konnten seit Markteinführung bis ins Jahr 2000 jährlich gesteigert werden, wonach die Produktion stetig zurückgefahren wurde.
Im Sommer 2005 wurde die Produktion des Lupo eingestellt. Das Marktsegment des Lupo wurde von Volkswagen mit dem in Brasilien gefertigten VW Fox besetzt. Die Fox-Varianten für den mexikanischen Markt wurden dort unter dem Namen Lupo angeboten.
„Lupo“ ist das italienische Wort für Wolf und ist eine Anspielung auf das Stammwerk in Wolfsburg.

## Ausstattung
Der Lupo war (neben Sondermodellen) in den Ausstattungslinien Basis, Comfortline, Trendline, Colour Concept, GT und GTI erhältlich. Zur serienmäßigen Sicherheitsausstattung gehören ABS (bei 74 kW/101 PS und GTI), Airbags für Fahrer und Beifahrer,  eine elektronische Wegfahrsperre, Gurtstraffer und eine dritte Bremsleuchte. Gegen Aufpreis wurden Seitenairbags verbaut. Die serienmäßige Innenausstattung umfasst eine Heizung, Kopfstützen vorne und hinten sowie einen Drehzahlmesser im Armaturenbrett.

## Motoren
Anfangs waren nur der Saugdiesel mit 44 kW (60 PS) sowie Benziner mit 37 kW (50 PS) und 55 kW (75 PS) lieferbar. 1999 kamen die beiden TDI-Motoren mit 45 kW (61 PS) und 55 kW (75 PS) sowie der 16V-Benziner mit 74 kW (101 PS) auf den Markt. Letztere Motorisierung fällt durch ein mittig platziertes Auspuffendrohr auf. Die Lücke zwischen den beiden kleinsten Benzin-Motoren füllte ab 2000 ein Aggregat mit 44 kW (60 PS).
Im Jahr 2000 folgten der GTI mit 92 kW (125 PS) und ein FSI mit 77 kW (105 PS), der mit der Karosserie des 3L-Lupo geliefert wurde. Der FSI war die einzige Variante, die nicht bis 2005 produziert wurde, sondern schon 2003 eingestellt wurde. 

### Technische Daten
|                                                                                          | 1.0                        | 1.0                        | 1.4                        | 1.4                        | 1.4                         | 1.4 FSI                           | 1.6 GTI                     |
| Bauzeitraum                                                                              | 10/1998–05/2000            | 10/1998–07/2005            | 09/2000–07/2005            | 10/1998–07/2005            | 05/1999–07/2005             | 09/2000–11/2003                   | 06/2000–07/2005             |
| Motorkenndaten                                                                           |                            |                            |                            |                            |                             |                                   |                             |
| Motortyp                                                                                 | R4-Ottomotor               | R4-Ottomotor               | R4-Ottomotor               | R4-Ottomotor               | R4-Ottomotor                | R4-Ottomotor                      | R4-Ottomotor                |
| Anzahl Ventile                                                                           | 8                          | 8                          | 8                          | 16                         | 16                          | 16                                | 16                          |
| Ventilsteuerung                                                                          | OHV, Kette                 | OHC, Zahnriemen            | OHC, Zahnriemen            | DOHC, Zahnriemen           | DOHC, Zahnriemen            | DOHC, Zahnriemen                  | DOHC, Zahnriemen            |
| Gemischaufbereitung                                                                      | Multi-Point-Einspritzung   | Multi-Point-Einspritzung   | Multi-Point-Einspritzung   | Multi-Point-Einspritzung   | Multi-Point-Einspritzung    | Direkteinspritzung                | Multi-Point-Einspritzung    |
| Motoraufladung                                                                           | —                          | —                          | —                          | —                          | —                           | —                                 | —                           |
| Motorkennbuchstaben                                                                      | AHT                        | AER, ALL, ALD, ANV, AUC    | AUD                        | AKQ, AHW, APE, AUA, BBY    | AFK, AUB, AQQ               | ARR                               | AVY                         |
| Bohrung × Hub                                                                            | 72,0 × 61,2 mm             | 67,1 × 70,6 mm             | 76,5 × 75,6 mm             | 76,5 × 75,6 mm             | 76,5 × 75,6 mm              | 76,5 × 75,6 mm                    | 76,5 × 86,9 mm              |
| Hubraum                                                                                  | 997 cm³                    | 999 cm³                    | 1390 cm³                   | 1390 cm³                   | 1390 cm³                    | 1390 cm³                          | 1598 cm³                    |
| Verdichtungsverhältnis                                                                   | 10,5:1                     | 10,7:1                     | 10,4:1                     | 10,5:1                     | 10,5:1                      | 11,5:1                            | 11,5:1                      |
| max. Leistung                                                                            | 37 kW (50 PS) bei 5000/min | 37 kW (50 PS) bei 5000/min | 44 kW (60 PS) bei 4700/min | 55 kW (75 PS) bei 5000/min | 74 kW (100 PS) bei 6000/min | 77 kW (105 PS) bei 6200/min       | 92 kW (125 PS) bei 6500/min |
| max. Drehmoment                                                                          | 84 Nm bei 3250/min         | 86 Nm bei 3000–3600/min    | 116 Nm bei 3000/min        | 126 Nm bei 3800/min        | 126 Nm bei 4400/min         | 130 Nm bei 4500/min               | 152 Nm bei 3000/min         |
| Kraftübertragung                                                                         |                            |                            |                            |                            |                             |                                   |                             |
| Antrieb, serienmäßig                                                                     | Vorderradantrieb           | Vorderradantrieb           | Vorderradantrieb           | Vorderradantrieb           | Vorderradantrieb            | Vorderradantrieb                  | Vorderradantrieb            |
| Getriebe, serienmäßig                                                                    | 5-Gang-Schaltgetriebe      | 5-Gang-Schaltgetriebe      | 5-Gang-Schaltgetriebe      | 5-Gang-Schaltgetriebe      | 5-Gang-Schaltgetriebe       | 5-Gang-Halbautomatikgetriebe      | 5-Gang-Schaltgetriebe (1)   |
| Getriebe, optional                                                                       | —                          | —                          | —                          | 4-Gang-Automatikgetriebe   | —                           | —                                 | —                           |
| Messwerte                                                                                |                            |                            |                            |                            |                             |                                   |                             |
| Höchstgeschwindigkeit                                                                    | 152 km/h                   | 152 km/h                   | 160 km/h                   | 172 km/h [168 km/h]        | 188 km/h                    | 199 km/h                          | 205 km/h                    |
| Beschleunigung, 0–100 km/h                                                               | 18,0 s                     | 17,7 s                     | 14,3 s                     | 12,0 s [13,9 s]            | 10,0 s                      | 11,8 s                            | 8,2 s                       |
| Kraftstoffverbrauch auf 100 km (kombiniert)                                              | 5,9 l S                    | 5,8 l S                    | 6,2 l S                    | 6,2 l S [7,2 l S]          | 6,6 l SP                    | 4,9 l SP                          | 7,3 l SP                    |
| CO2-Emission (kombiniert)                                                                | 142 g/km                   | 139 g/km                   | 149 g/km                   | 149 g/km [173 g/km]        | 158 g/km                    | 118 g/km                          | 175 g/km                    |
| Bemerkungen                                                                              |                            |                            |                            |                            |                             |                                   |                             |
|                                                                                          |                            |                            |                            |                            |                             | nicht für E10-Kraftstoff geeignet |                             |
| Werte in eckigen Klammern [ ] für Automatikgetriebe (1) Ab 06/2001 6-Gang-Schaltgetriebe |                            |                            |                            |                            |                             |                                   |                             |

|                                             | 1.2 TDI 3L                    | 1.4 TDI                       | 1.7 SDI                    |
| Bauzeitraum                                 | 06/1999–07/2005               | 05/1999–07/2005               | 10/1998–07/2005            |
| Motorkenndaten                              |                               |                               |                            |
| Motortyp                                    | R3-Dieselmotor                | R3-Dieselmotor                | R4-Dieselmotor             |
| Anzahl Ventile                              | 6                             | 6                             | 8                          |
| Ventilsteuerung                             | OHC, Zahnriemen               | OHC, Zahnriemen               | OHC, Zahnriemen            |
| Gemischaufbereitung                         | Pumpe-Düse-System             | Pumpe-Düse-System             | Direkteinspritzung         |
| Motoraufladung                              | Turbolader und Ladeluftkühler | Turbolader und Ladeluftkühler | —                          |
| Motorkennbuchstaben                         | ANY, AYZ                      | AMF                           | AKU                        |
| Bohrung × Hub                               | 76,5 × 86,4 mm                | 79,5 × 95,5 mm                | 79,5 × 86,4 mm             |
| Hubraum                                     | 1191 cm³                      | 1422 cm³                      | 1716 cm³                   |
| Verdichtungsverhältnis                      | 19,5:1                        | 19,5:1                        | 19,5:1                     |
| max. Leistung                               | 45 kW (61 PS) bei 4000/min    | 55 kW (75 PS) bei 4000/min    | 44 kW (60 PS) bei 4200/min |
| max. Drehmoment                             | 140 Nm bei 1800–2400/min      | 195 Nm bei 2200/min           | 115 Nm bei 2200–3000/min   |
| Kraftübertragung                            |                               |                               |                            |
| Antrieb, serienmäßig                        | Vorderradantrieb              | Vorderradantrieb              | Vorderradantrieb           |
| Getriebe, serienmäßig                       | 5-Gang-Halbautomatikgetriebe  | 5-Gang-Schaltgetriebe         | 5-Gang-Schaltgetriebe      |
| Getriebe, optional                          | —                             | —                             | —                          |
| Messwerte                                   |                               |                               |                            |
| Höchstgeschwindigkeit                       | 165 km/h                      | 170 km/h                      | 157 km/h                   |
| Beschleunigung, 0–100 km/h                  | 14,5 s                        | 12,3 s                        | 16,8 s                     |
| Kraftstoffverbrauch auf 100 km (kombiniert) | 2,99 l D                      | 4,3 l D                       | 4,4 l D                    |
| CO2-Emission (kombiniert)                   | 81 g/km                       | 116 g/km                      | 119 g/km                   |

## Lupo 3L TDI
Der Lupo 3L TDI (Type 6E) erschien 1999 und gilt mit einem Drittelmix Normverbrauch von 2,99 Litern Dieselkraftstoff auf 100 km als das erste serienmäßig hergestellte 3-Liter-Auto der Welt. Es hat einen 3-Zylinder-Reihenmotor mit Pumpe-Düse-System und einen Luftwiderstandsbeiwert (cw) von 0,29.
Neben der Entwicklung eines sparsamen Motors wurde auf Leichtbautechniken gesetzt. Dazu zählen die Verwendung des Leichtmetalls Aluminium, bei einigen Teilen auch mit Magnesium in der Legierung. Damit mussten auch einige Bauteile neu entwickelt werden. Außerdem bestehen die Scheiben aus dünnerem Glas. So konnten gegenüber dem VW Lupo SDI ca. 150 kg Gewicht eingespart werden.
Die Aerodynamik der Heckklappe wurde optimiert und sie wurde in Verbundtechnik aus unterschiedlichen Aluminium-Legierungen (innen mit Magnesiumanteil) gefertigt.
Die Gewichtsreduktion führte in Verbindung mit den (zur Nutzung der Steuervorteile vorgeschriebenen) Energiesparreifen zu Problemen beim Fahrverhalten: Insbesondere das nur mit einem Fahrer belastete Fahrzeug zeigte eine starke Übersteuertendenz. Um die bereits entwickelte Heckklappe und die schon bestehenden Produktionsanlagen beibehalten zu können, wurden Bleigewichte als Interimslösung in die hintere Stoßstange eingebaut. Diese Verbundklappe wurde nur bis Mai 2001 verbaut; ab dem Modelljahr 2002 verbaute VW die Stahlheckklappe der normalen Lupos. Bereits zum Modelljahr 2001 (ab 06/2000) wurde die Starterbatterie in die Reserveradmulde im Kofferraum verbaut, um die Hinterräder stärker zu belasten. Mit dieser Maßnahme konnte eines der 7 kg schweren Zusatzgewichte entfallen. Ebenso entfiel die Möglichkeit, anstelle des serienmäßigen Pannensets ein Notrad zu ordern. Zusammen mit der Batterie und der schwereren Heckklappe konnten die zuvor verwendeten Bleigewichte entfallen.
Die Bordelektronik wird von einem zwischen hinterem Radkasten und Fahrertür montierten Aufwärtswandler mit konstanten 14 Volt versorgt, wenn der Anlasser die Bordspannung einbrechen lässt.
Motorhaube und Türen wurden durchgehend aus Aluminium gefertigt. Ein automatisches Schaltgetriebe sorgt für frühzeitiges Hochschalten und somit niedrige Drehzahlen. Das Getriebe ist sehr lang übersetzt ausgelegt. Technisch handelt es sich um eine Sonderlösung: Ein herkömmliches Getriebe und eine Kupplung werden durch eine Hydraulik betätigt. Der Austausch eines solchen Getriebes ist verhältnismäßig kostspielig.
Durch die eingeschränkte Funktionalität (Dreitürer, kleiner Kofferraum, wenig Platz im Fond), den hohen Anschaffungspreis und die dadurch bedingte lange Amortisationszeit erschloss sich dem VW Lupo 3L TDI keine breite Käuferschicht. Kritiker warfen VW vor, mit dieser Modell- und Preispolitik ein Alibiprojekt realisiert zu haben.
Mit einem Schadstoffausstoß von 81 Gramm CO2 pro Kilometer erfüllt der VW Lupo 3L die Kriterien zur steuerlichen Einstufung als Dreiliterauto in Deutschland (max. 90 g CO2/km). Außerdem war er der erste dieselgetriebene Pkw, der die Abgasnorm Euro 4 erreichte. Frühe VW-Lupo-3L-Modelle erreichen lediglich die Euro-3-Abgasnorm. Die Erweiterung der Start-Stopp-Automatik durch den Freilauf (Rollen bei geöffneter Kupplung) trägt zur Brennstoffeinsparung und damit zur Abgasverringerung bei.
Nach dem Serienende der anderen Lupomodelle wurde der 3L (wie auch der GTI) noch bis zum Frühsommer 2005 weitergebaut. Ab Mai 2005 war er nicht mehr bestellbar. Ein Dieselrußpartikelfilter wurde von Volkswagen für den Lupo 3L nie angeboten, auch nicht gegen Aufpreis oder als nachrüstbarer Teilesatz. Eine grüne Feinstaubplakette wird dem Fahrzeug auch ohne Filter zugeteilt.

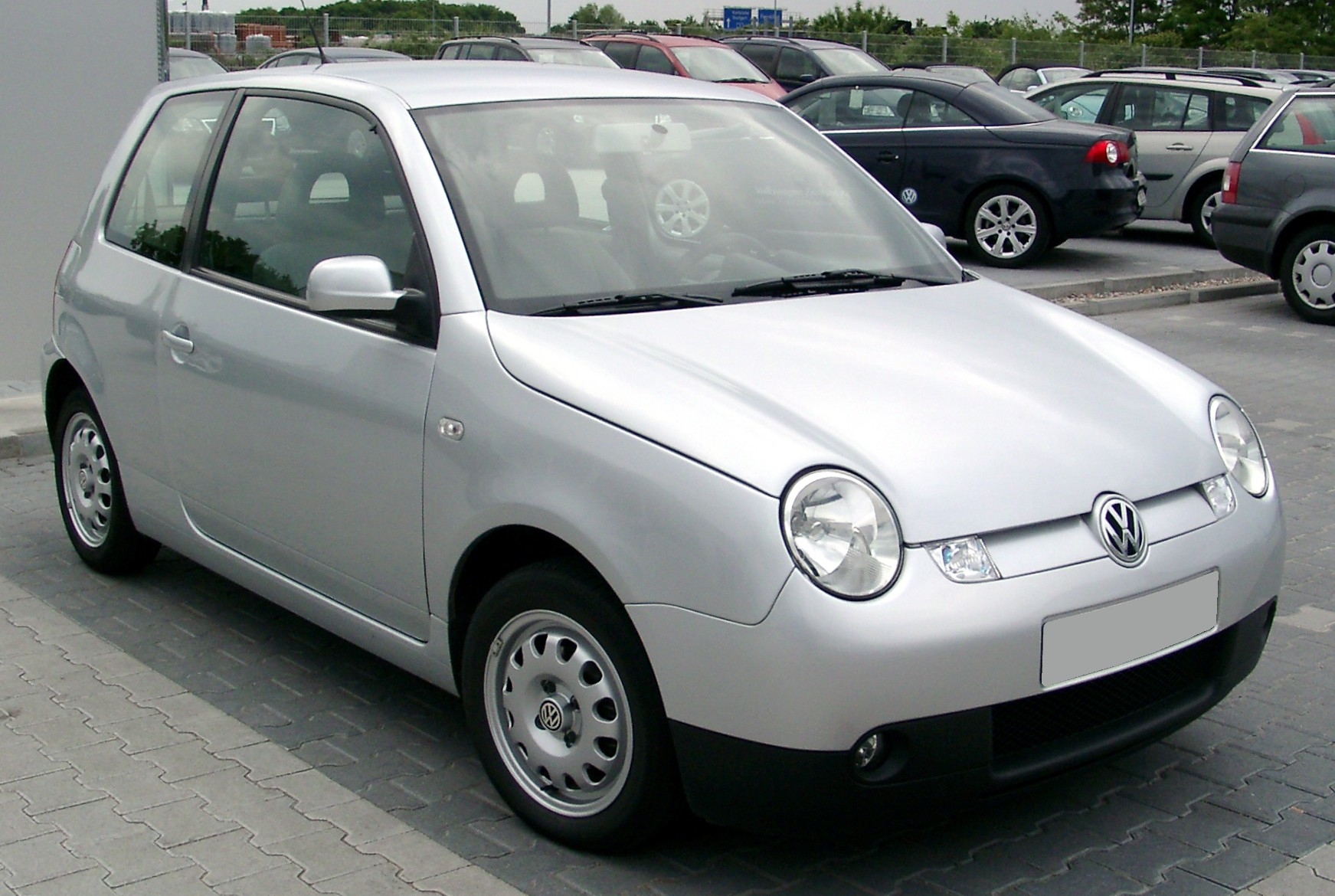
VW Lupo 3L TDI (ab Modelljahr 2002)
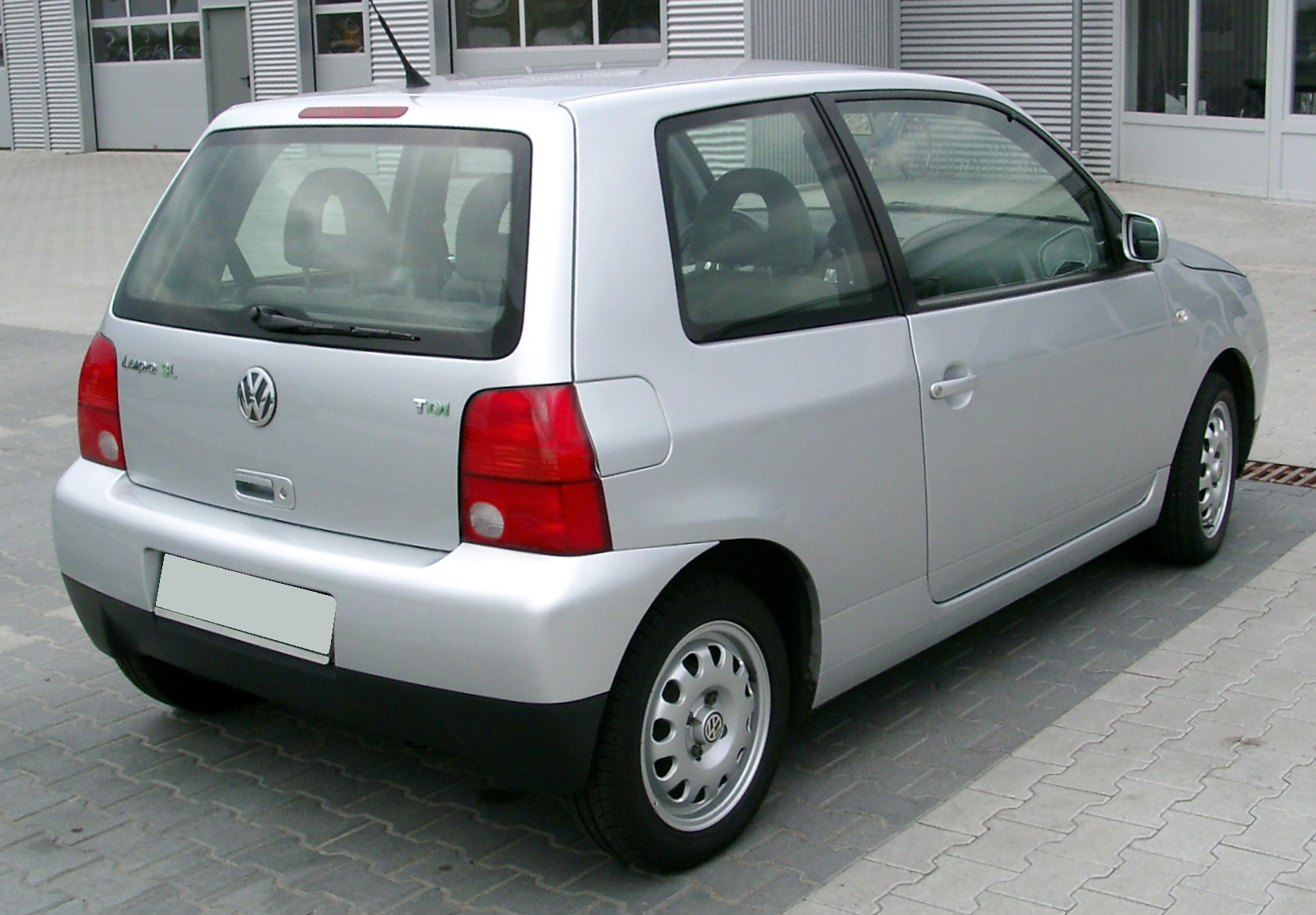
Heck des Lupo 3L TDI
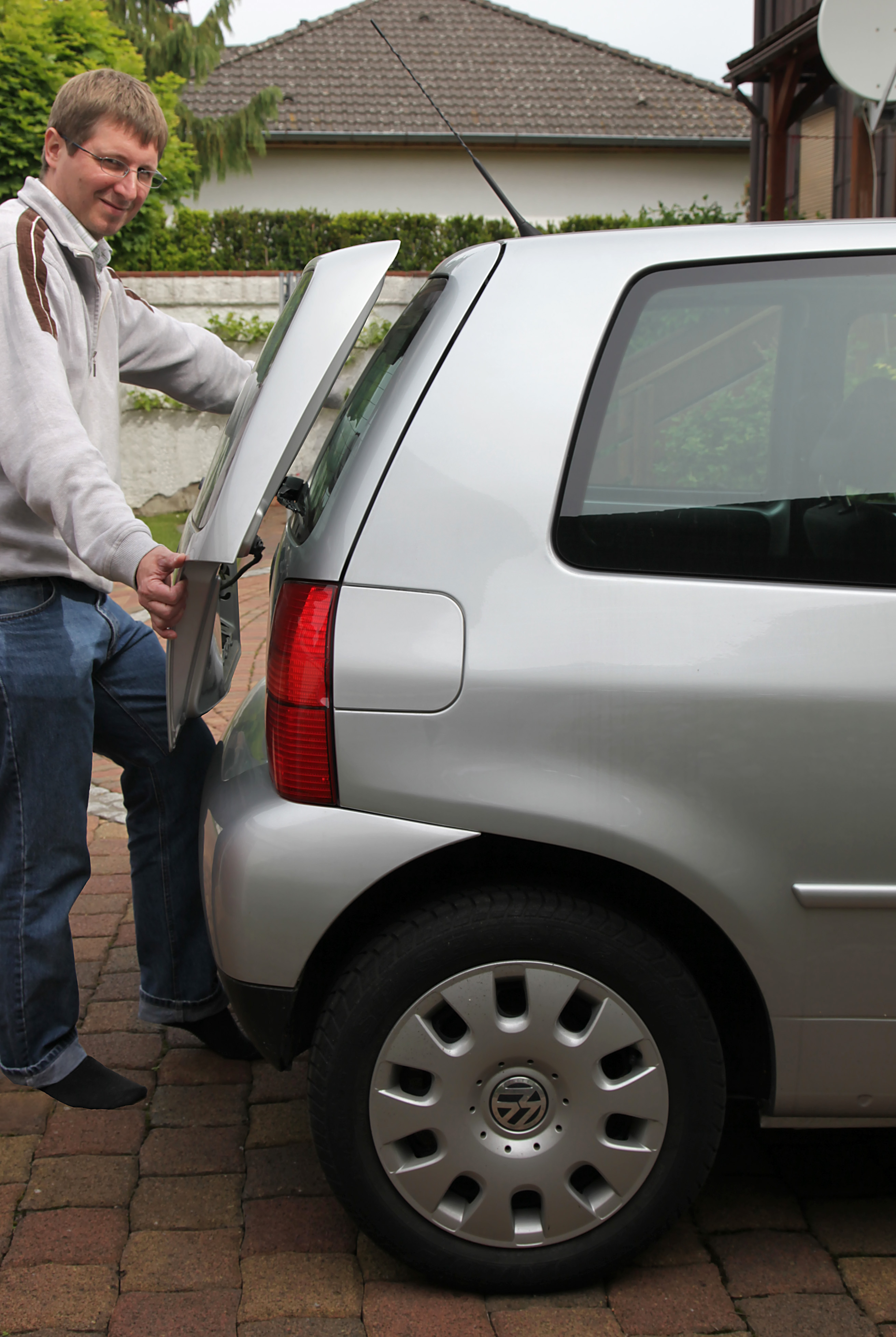
Aerodynamisch und gewichtoptimierte Heckklappe des VW Lupo 3L TDI, Modelljahre 1999 bis 2000 (links), im Vergleich mit einer konventionellen.
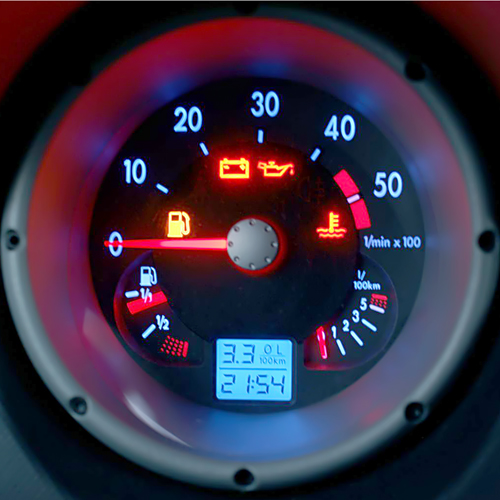
Drehzahlmesser und Momentanverbrauchsanzeige (unten rechts).

## Lupo GTI

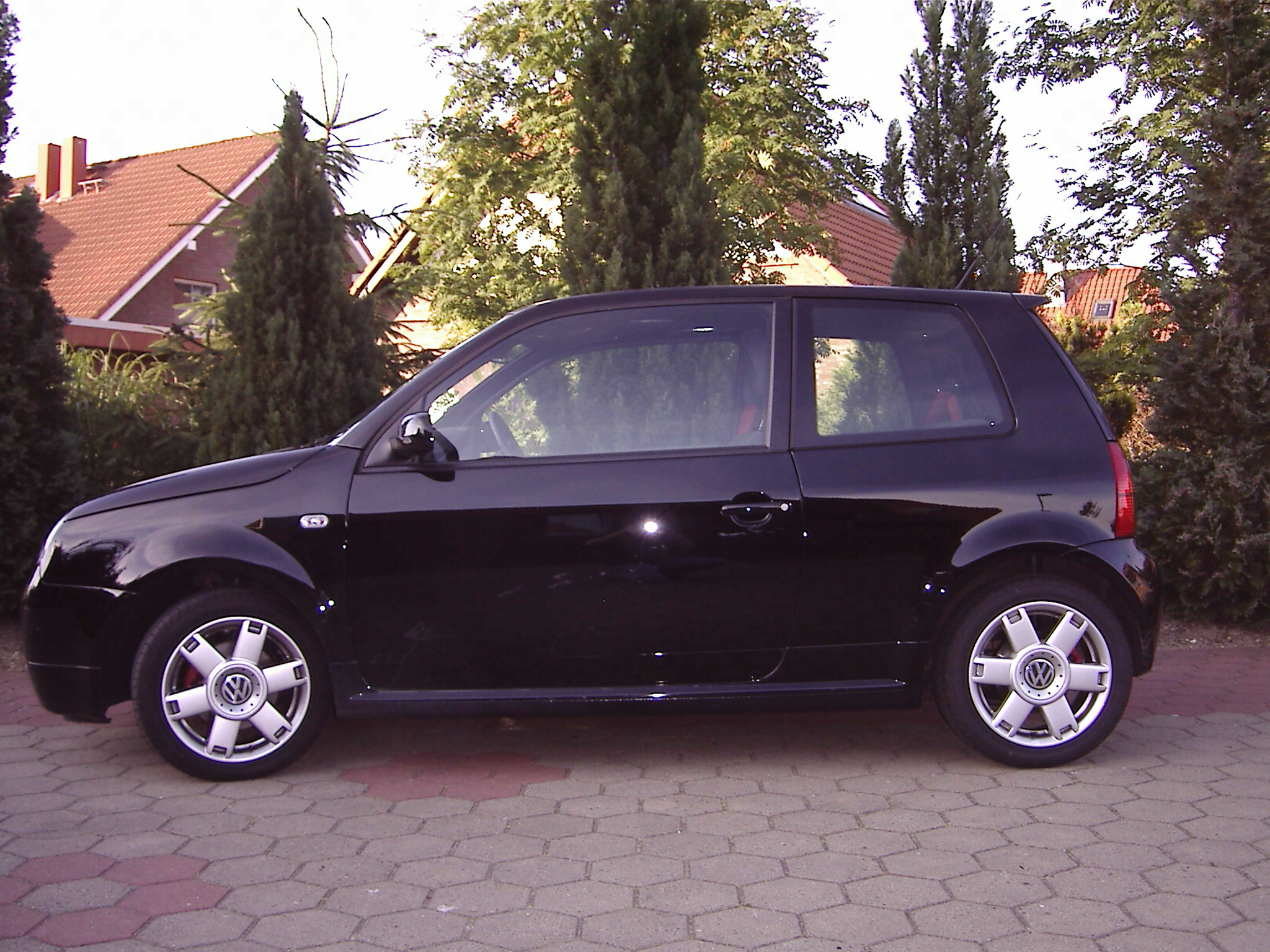
VW Lupo GTI

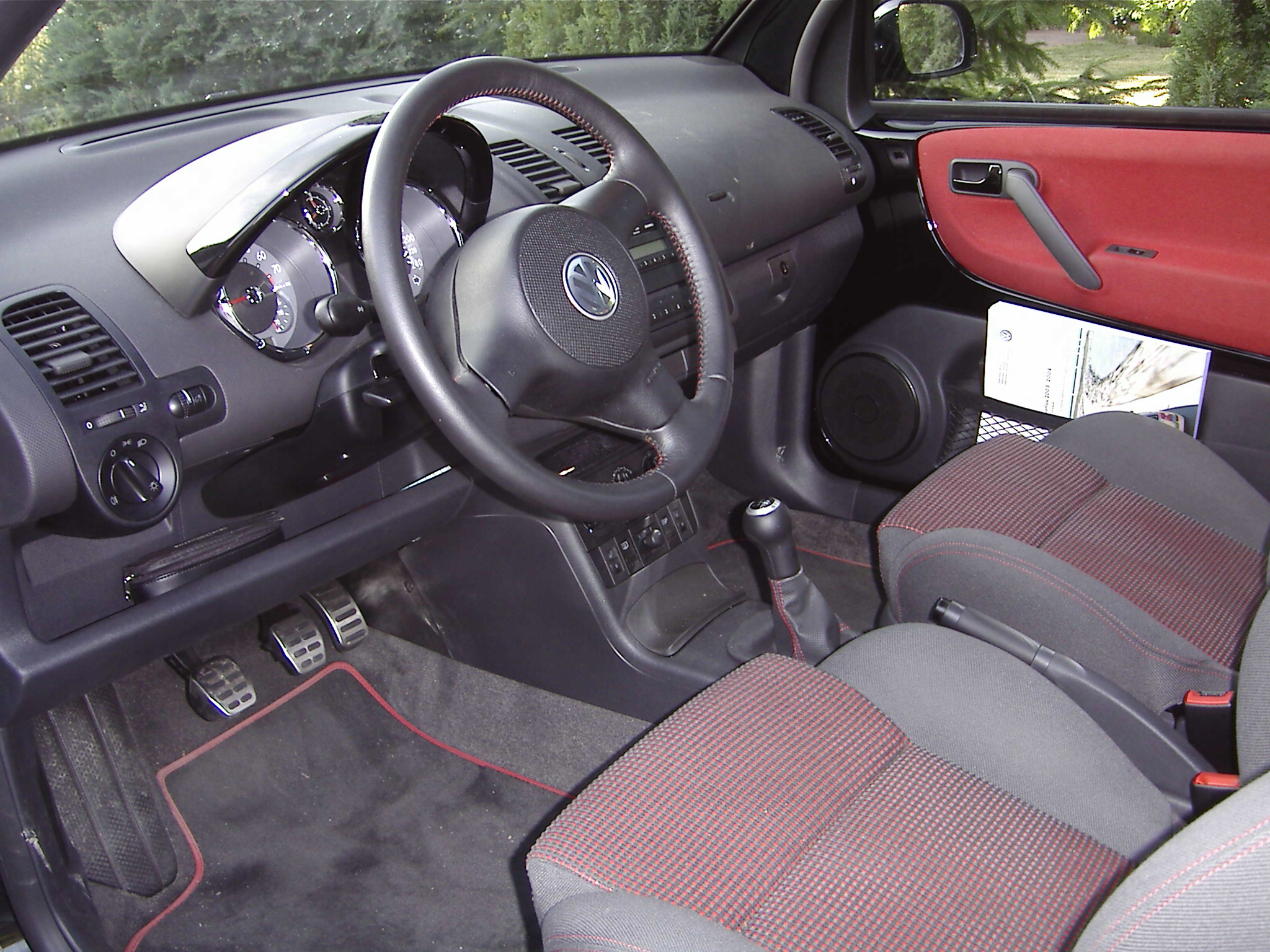
Innenraum des Lupo GTI

Der Lupo GTI wurde bis 2002 zunächst im Stammwerk Wolfsburg und ab 2003 im belgischen Brüssel produziert. Aufgrund der eher geringen Nachfrage und des neuen Einsteigermodells Fox wurde die Produktion eingestellt.
Der 1,6-Liter-16V-Motor (ausgerüstet mit einer Einlass-Nockenverstellung) mit serienmäßigem Sechsganggetriebe (ab Modelljahr 2002) und Frontantrieb mit einer Leistung von 92 kW (125 PS) bei 6500/min und einem Drehmoment von 152 Newtonmetern bei 3000/min benötigte 8,2 Sekunden für den Spurt von 0 auf 100 Kilometer pro Stunde; die Höchstgeschwindigkeit betrug 205 km/h. Der Hersteller gab einen Durchschnittsverbrauch von 7,3 Litern Super Plus (98 Oktan) auf 100 km an. Der Motor hielt die Abgasnorm Euro 4 ein.
Die eingeschraubten Kotflügel, die Türen sowie die Motorhaube waren aus Aluminium gefertigt. Die Batterie war wie im 3L aus Gründen der Gewichtsverteilung im Heck verbaut, ein Reserverad nicht vorgesehen.
Das Fahrzeug war um 20 Millimeter tiefergelegt, besaß ausgestellte Kotflügel, Seitenschweller, Reifen der Größe 205/45 R 15 V, einen Doppelendrohrauspuff in der Mitte und einen vergrößerten Heckspoiler. Im Innenraum verfügte es über Sportsitze mit roten Nähten, rote Sicherheitsgurte, Pedale aus Aluminium, ein höhenverstellbares Lenkrad, ein Kombi-Instrument mit Chromringen und verchromten Zeigern und Außentemperaturanzeige. Lenkrad, Schaltsack und der Handbremshebel waren aus Leder. Der Dachhimmel, die Haltegriffe sowie die Sonnenblenden waren anders als im Serienmodell schwarz. Serienmäßig waren Bi-Xenon-Hauptscheinwerfer und Bosch-„Aerotwin“-Scheibenwischer verbaut.
Für die Sicherheit sorgten Scheibenbremsen vorn und hinten, Seitenairbags, ABS, ASR und ESP. Bestellt werden konnte der Lupo GTI in den Außenlackierungen schwarz, tornadorot/flashrot, ravennablau/laserblue, reflexsilber/moonsilver und blue-anthrazit. Der genaue Farbcode bei den Farben rot, blau und silber war abhängig vom Modelljahr.

## VW Lupo (Mexiko)
In Mexiko wurde der brasilianische VW Fox, der Ende April 2005 den Lupo in Europa ablöste, mit 1,6-Liter-Benzinmotor als Drei- und Fünftürer unter dem Namen Lupo vermarktet.

## Fahrgestellnummern
Die Fahrgestellnummern sind international genormt und werden pro Modelljahr festgelegt. Die laufenden Nummern beginnen bei VW pro Modelljahr grundsätzlich mit 000001 und werden während der Fertigung für Vorserien- und Serienfahrzeuge fortlaufend vergeben. Die höchste Fahrgestellnummer pro Modelljahr zeigt damit auch die Anzahl der in diesem Modelljahr gefertigten Vorserien- und Serienfahrzeuge.
Es kommt allerdings in Ausnahmefällen vor, dass Vorserienfahrzeuge, für die schon laufende Nummern vergeben wurden, aus fertigungstechnischen oder qualitativen Gründen nicht fertig gemeldet wurden. Außerdem werden Vorserienfahrzeuge nicht als Neufahrzeuge verkauft.
Die Fertigungszeiträume der VW-Modelljahre sind nicht mit den Kalenderjahren identisch. Der Lupo wurde ursprünglich mit der Fahrzeugklasse 6X entwickelt und typgeprüft. Nach Fertigung von 121 Vorserienfahrzeugen dieser Fahrzeugklasse als Modelljahr 1998 begann im Werk Wolfsburg die Serienproduktion für das Modelljahr 1999. Mit dem Modelljahr 2002 wurde die Fertigung der 6X-Baureihe in das Werk Brüssel verlagert.
Die Entwicklung des Lupo-3-Liter mit einer Leichtbaukarosserie erfolgte als eigenständige Fahrzeugklasse 6E. Die ersten Nullserienfahrzeuge dieser Klasse wurden als Modelljahr 1999 und die ersten Serienfahrzeuge als Modelljahr 2000 produziert. Da die Leichtbaukarosserie in modifizierter Form auch für GTI und FSI verwendet wurde, sind diese Fahrzeuge der Fahrzeugklasse 6E zugeordnet.

### Höchste Fahrgestellnummern Fahrzeugklasse 6X LUPO
- Modelljahr 1998 WVW ZZZ 6X Z W W 000121 (nur Vorserien)
- Modelljahr 1999 WVW ZZZ 6X Z X W 107945
- Modelljahr 2000 WVW ZZZ 6X Z Y W 068501
- Modelljahr 2001 WVW ZZZ 6X Z 1 W 091800
- Modelljahr 2003 WVW ZZZ 6X Z 3 B 100560
- WVW ZZZ 6X Z 1 B 000010 (nur Vorserien > Fertigung Brüssel)

### Höchste Fahrgestellnummern Fahrzeugklasse 6E LUPO – Leichtbau
- Modelljahr 1999 WVW ZZZ 6E Z X W 000218 (nur Vorserien)
- Modelljahr 2000 WVW ZZZ 6E Z Y W 007952
- Modelljahr 2001 WVW ZZZ 6E Z 1 W 009718
- Modelljahr 2002 WVW ZZZ 6E Z 2 W 004984

Verschlüsselung: Stellen 7 und 8 : Fahrzeugklassen, Stelle 10: Modelljahre (1998 W, 1999 X, 2000 > Y, 2001 1, 2002 2), Stelle 11: Fertigungswerke (Wolfsburg W, Brüssel B)
Im Jahr (nicht Modelljahr) wurden unter der Bezeichnung Lupo gebaut:
- 1998: 64.844 Stück,
- 1999: 89.757 Stück,
- 2000: 97.403 Stück,
- 2001: 82.238 Stück,
- 2002: 70.377 Stück,
- 2003: 53.061 Stück,
- 2004: 24.434 Stück,
- 2005:  5.742 Stück.
- Summe: 487.856 Stück.[10]

## Schriftzüge der Sondermodelle

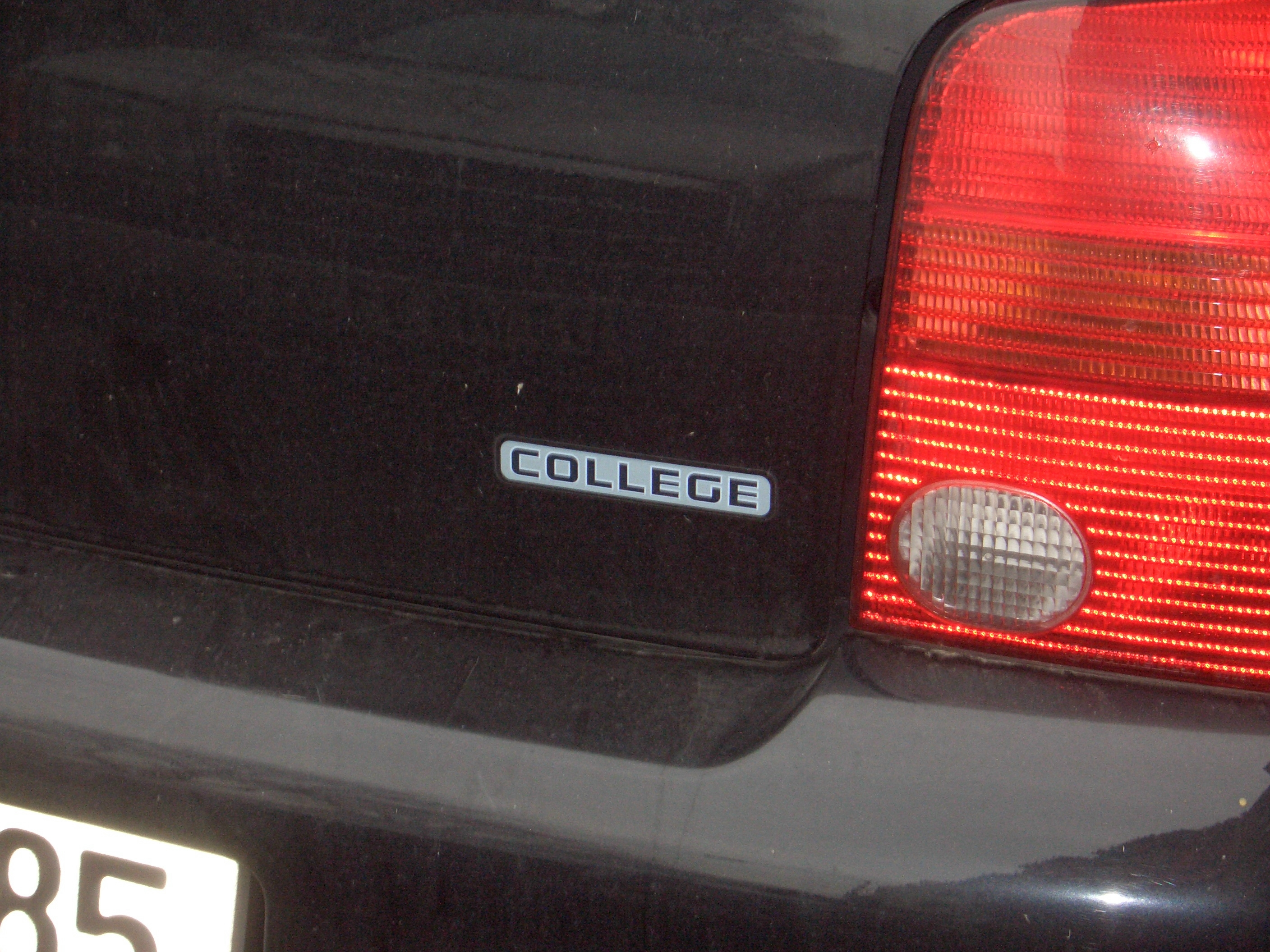
VW Lupo College
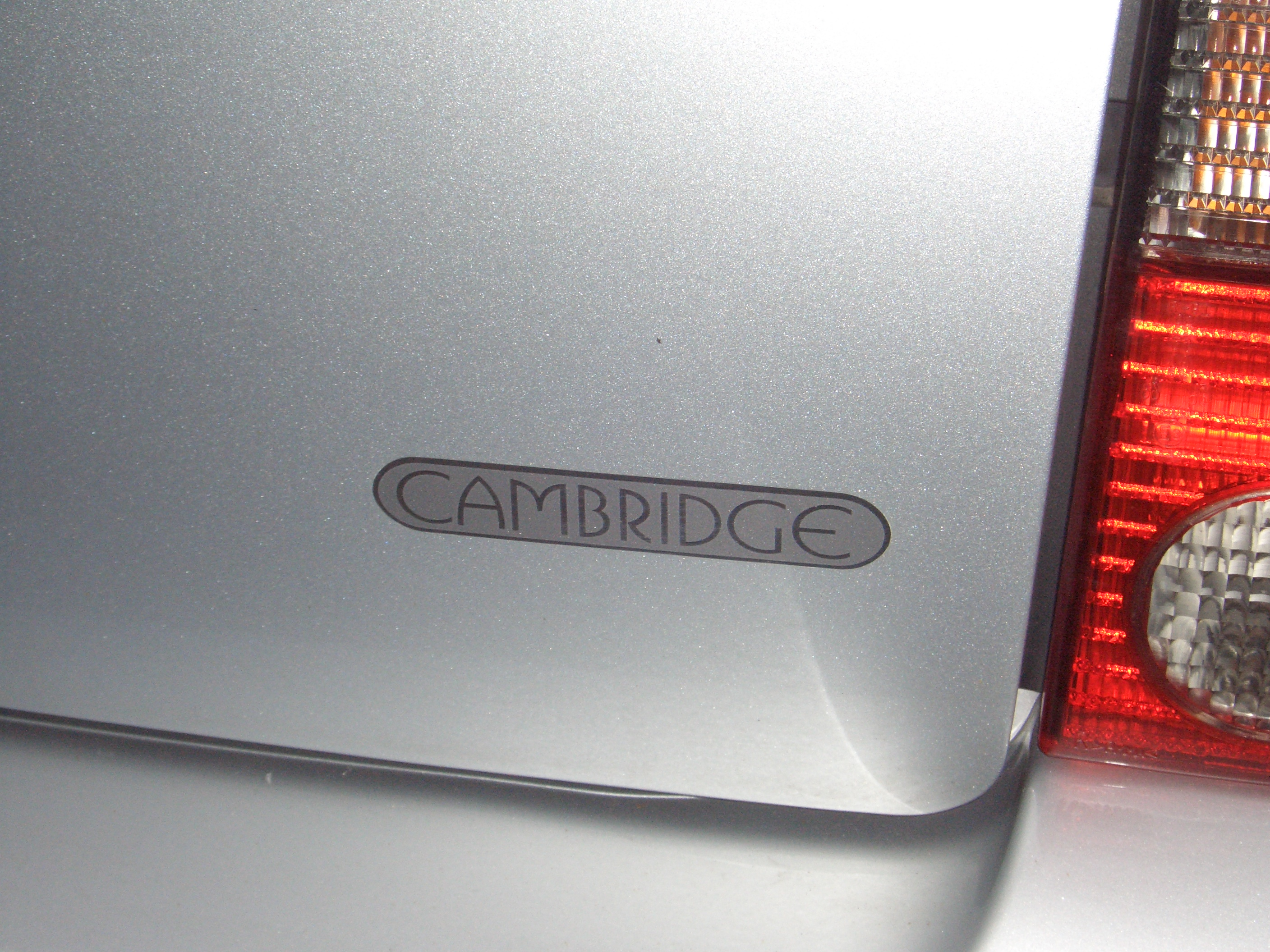
VW Lupo Cambridge
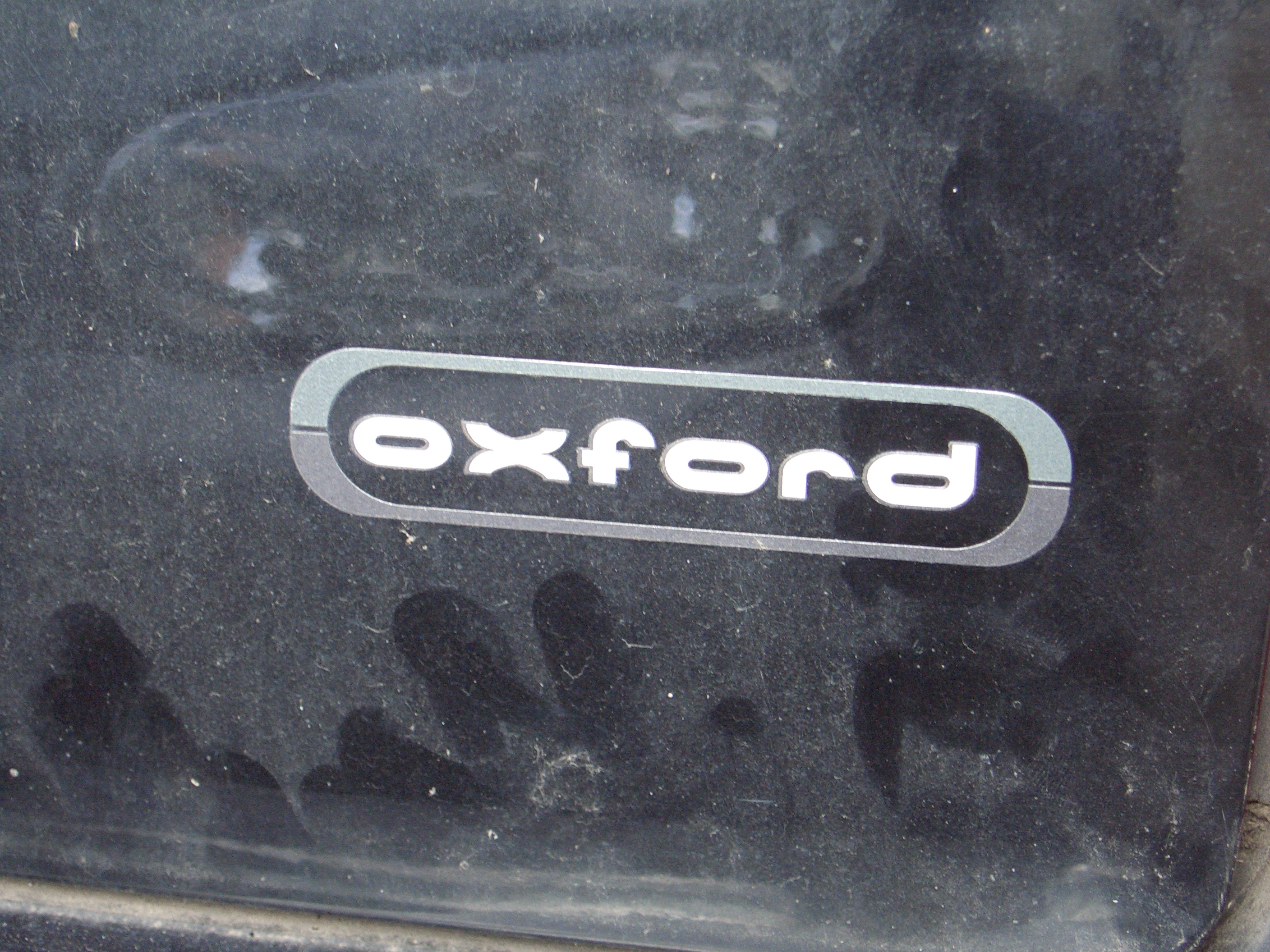
VW Lupo Oxford
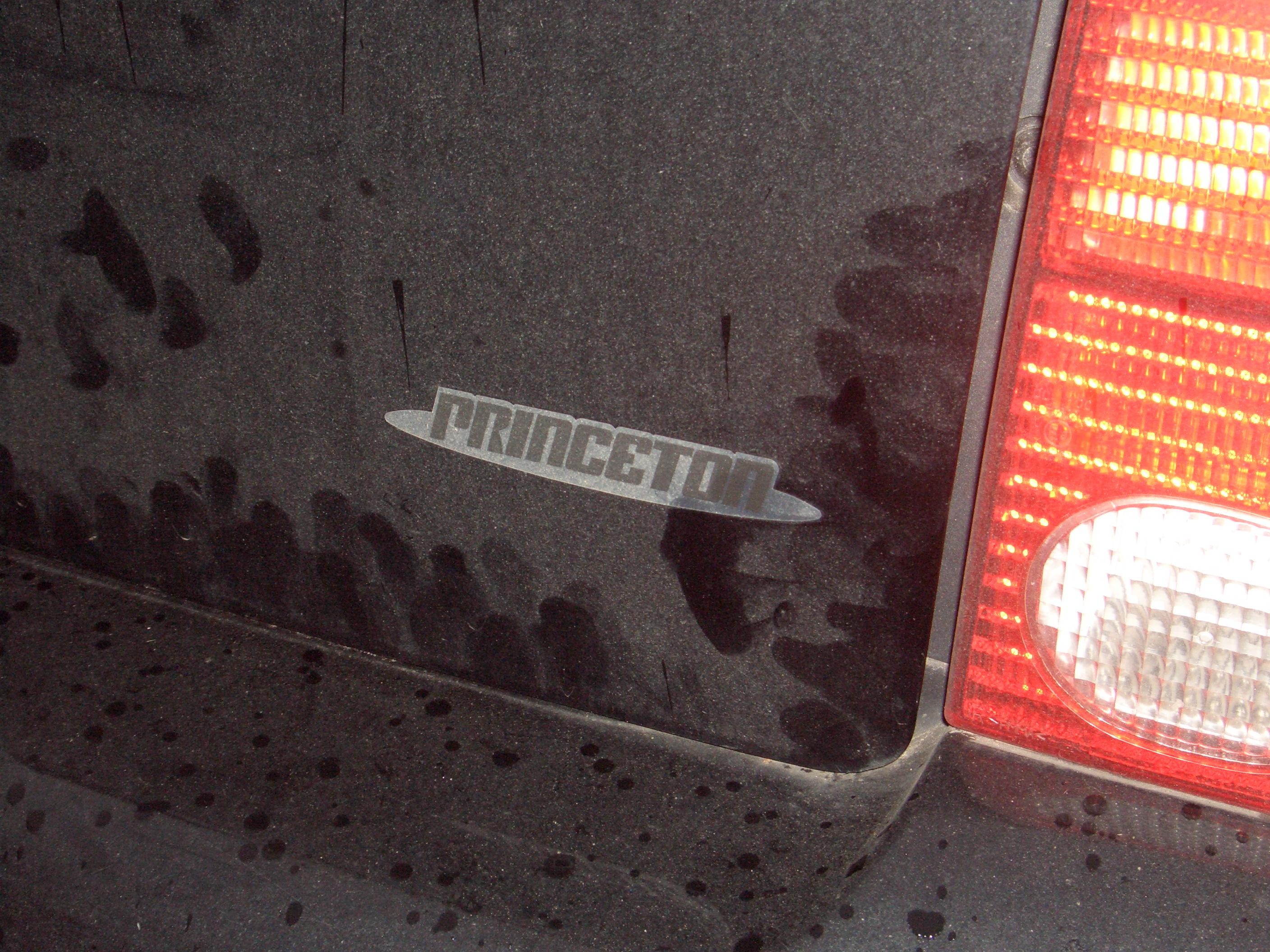
VW Lupo Princeton
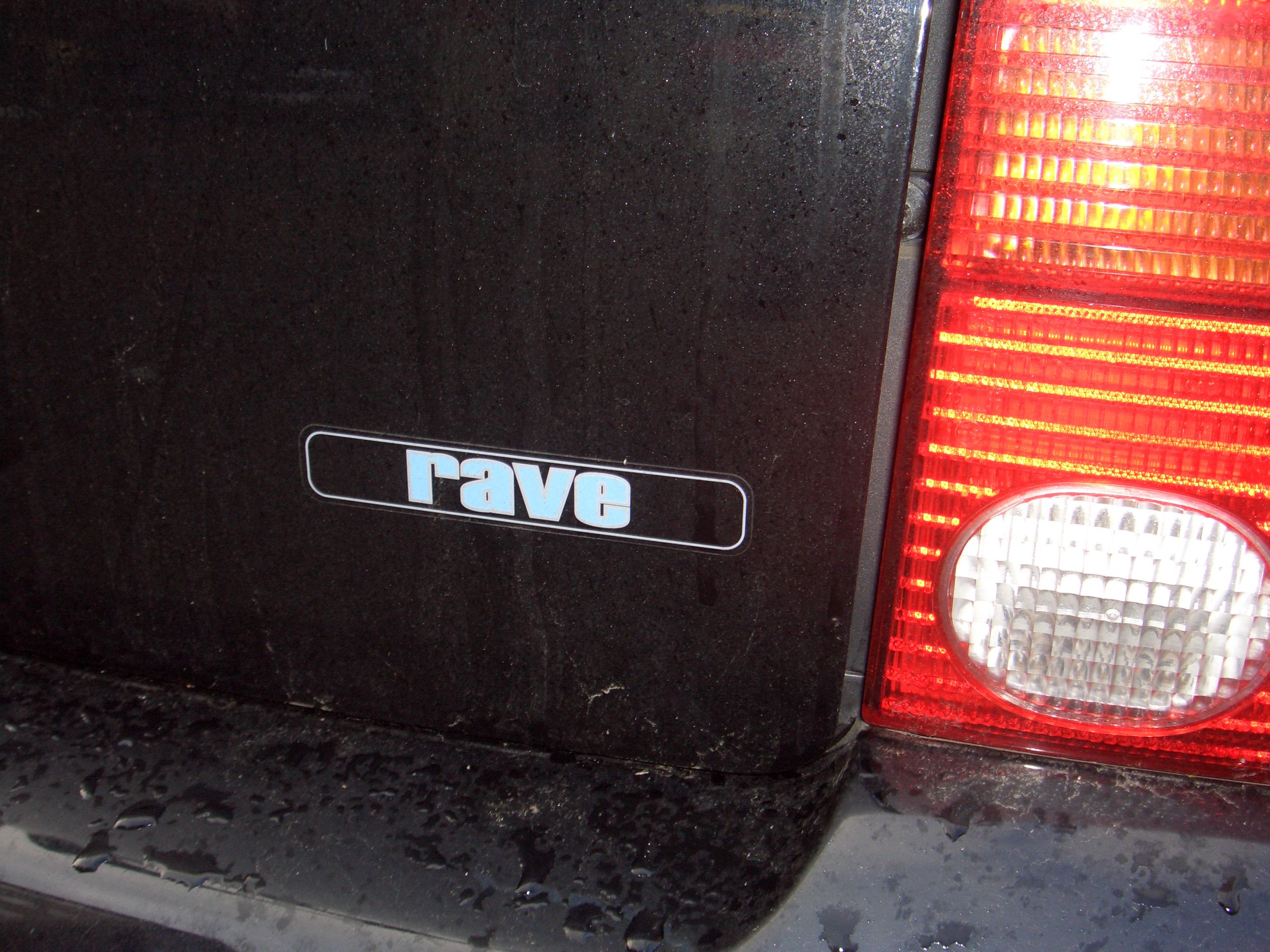
VW Lupo Rave